# Frederika van der Goes
Frederika van der Goes   (Pretòria, 26 de novembre de 1908 - Pretòria, 24 d'octubre de 1976) va ser una nedadora sud-africana que va competir durant la 1920.
El 1928 va prendre part en els Jocs Olímpics d'Amsterdam, on disputà dues proves del programa de natació. Guanyà la medalla de bronze en el la prova dels 4x100 metres lliures, formant equip amb Marie Bedford, Rhoda Rennie i Kathleen Russell, mentre en els 400 metres lliures finalitzà en cinquena posició.